# Ahn So-hee
Dans ce nom coréen, le nom de famille, Ahn, précède le nom personnel.
Pour les articles homonymes, voir Ahn.
Ahn So-hee (en coréen : 안소희), mieux connue sous le mononyme Sohee, née le 27 juin 1992 en Corée du Sud, est une actrice et chanteuse sud-coréenne.
Elle est surtout connue pour avoir été membre du groupe féminin sud-coréen de K-pop Wonder Girls.

## Filmographie partielle

### Au cinéma
- 2004 : The Synesthesia for Overtone Construction : fille sourde (court métrage)
- 2008 : Hellcats (Ddeu-geo-woon-geot-e-jo-a) : Kim Kang-ae
- 2016 : Dernier train pour Busan (Busanhaeng) : Jin-hee
- 2017 : Single Rider (en) : Ji-na